# Shame (Monrose-dal)
A Shame egy popdal, amelyet Christian Ballard, Tim Hawes, Pete Kirtley, és Andrew Murray írt a Monrose együttes debütáló albumára, a Temptationre. A producercsapatok a Jiant és a Snowflakers voltak, és a dal pozitív kritikát kapott a dalkritikusoktól. A dal az album bevezető számaként jelent meg 2006. december 1-jén, és elérte az első helyet Ausztriában Németországban és Svájcban, valamint bejutott a rádiós top 10-be Litvániában, Lengyelországban, és Szlovéniában is, és jól teljesített az európai top 200-ban.

## Toplisták
| Toptista (2006/07)      | Legjobb helyezés |
| ----------------------- | ---------------- |
| Osztrák toplista        | 1                |
| Cseh toplista           | 47               |
| Német toplista          | 1                |
| Litván Airplay toplista | 6                |
| Lengyel Top 50          | 10               |
| Szlovén Aiplay Toplista | 2                |
| Svájci toplista         | 1                |
| Európai Top 200         | 10               |
| Világranglista          | 36               |